# Stolnica St Andrews
Stolnica sv. Andreja je porušena stolnica v mestu St Andrews, Fife, Škotska. Zgrajena je bila leta 1158 in je postala središče srednjeveške katoliške cerkve na Škotskem kot sedež nadškofije St Andrews ter škofov in nadškofov St Andrews. Zapustili so jo in je propadla, potem ko je bila katoliška maša med škotsko reformacijo v 16. stoletju prepovedana. Trenutno je spomenik v skrbništvu Historic Environment Scotland. Ruševine kažejo, da je bila stavba dolga približno 119 m in je največja cerkev, ki je bila zgrajena na Škotskem.

## Zgodovina

### Ustanovitev in razvoj
Stolnica je bila ustanovljena, da bi nudila več nastanitev, kot jih je omogočala starejša cerkev sv. Regula (St. Rule). Ta starejša cerkev, ki je bila pred tem, kar je postalo stolnica, je bila zgrajena v romanskem slogu. Danes sta ohranjena kvadratni stolp, visok 33 metrov in kor zelo majhnih razsežnosti. Na tlorisu mesta iz okoli leta 1531 se pojavi kor, pečati, pritrjeni na listine mesta in visoke šole, in prikaz drugih priloženih stavb. Na vzhodu je še starejše versko mesto, cerkev sv. Marije na skali, hiša Culdee, ki je postala kolegijska cerkev.
Dela na novi stolnici so se začela leta 1158 in so trajala več kot stoletje. Zahodni del je bil podrt v neurju in ponovno zgrajen med letoma 1272 in 1279. Stolnica je bila končno dokončana leta 1318 in je imela osrednji stolp in šest stolpičev; od teh sta ostala dva na vzhodu in eden od obeh na zahodnem koncu, ki se dvigata do višine 30 metrov. 5. julija je bila posvečena v navzočnosti kralja Roberta Bruca, ki je po legendi na svojem konju prijahal po ladji.
Leta 1378 je požar delno uničil stavbo; obnova in nadaljnja olepšava sta bili zaključeni leta 1440.
Stolnico je oskrbovala skupnost avguštinskih kanonikov, St Andrews Cathedral Priory, ki so bili nasledniki Culdeejev iz keltske cerkve.
Bratje Greyfriar (frančiškani) in blackfriar (dominikanci) so imeli posesti v mestu do poznega 15. stoletja in morda celo leta 1518.

### Zapuščenost in propad
Junija 1559 v času reformacije je protestantska drhal, ki jo je spodbudilo pridiganje Johna Knoxa, oropala stolnico; uničena je bila notranjost objekta. Ta je po napadu propadla in postala vir gradbenega materiala za mesto. Do leta 1561 je bila zapuščena in prepuščena propadu.
Približno ob koncu 16. stoletja je osrednji stolp očitno popustil in s seboj potegnil severno steno. Kasneje so bili veliki deli ruševin odneseni za gradbene namene in niso storili ničesar, da bi jih ohranili do leta 1826. Od takrat so ruševine skrbno negovali, zanimiva značilnost je bil izrez tlorisa v travo. Glavni ohranjeni deli, deloma normanski in deloma zgodnješkotski, so vzhodni in zahodni zatrepi, večji del južne stene ladje in zahodna stena južnega transepta.
Ob koncu 17. stoletja so nekatere stavbe samostana ostale cele in obstajalo je precej ostankov drugih, vendar so zdaj skoraj vse sledi izginile, razen delov zidu samostana in obokov, znanih kot Pends.
- Stolp sv. Rula in ostanki vzhodnega obzidja poznejše stolnice, kot je videti z nekdanjega dvorišča 12. junija 2023
- Ruševine ladje katedrale sv. Andreja
- Obok nad glavnimi zahodnimi vrati, katedrala St Andrews
- Zgodovinski pogled na katedralo St Andrews
- Sarkofag svetega Andreja

## Sv. Rula stolp
Stolp sv. Rula je na ozemlju stolnice, vendar je starejši od nje, saj je služil samostanski cerkvi do začetka 12. stoletja. Stavba je bila obdržana, da bi omogočila neprekinjeno bogoslužje med gradnjo njene veliko večje naslednice. Prvotno sta bila stolp in sosednji kor del cerkve, zgrajene v 11. stoletju za hrambo relikvij svetega Andreja. Ladja z dvojnima zahodnima stolpičema in apsida cerkve ne stojita več. Prvotni videz cerkve je v stilizirani obliki prikazan na nekaterih zgodnjih pečatih stolnega samostana. Legenda pravi, da je sv. Rule (znan tudi kot sv. Regulus) prinesel relikvije svetega Andreja na območje z njihove prvotne lokacije v Patrasu v Grčiji. Danes je s stolpa čudovit razgled na mesto, pristanišče, morje in okoliško pokrajino. Zgrajen iz sivega peščenjaka in (za svoj čas) neizmerno visok (33 m) je znamenje na kopnem in morju, vidno veliko milj daleč, njegov pomen pa nedvomno vodi romarje do mesta apostolovih relikvij. V srednjem veku je bil stolp še bolj opazen. Na stolp so se prvotno povzpeli po lestvi med lesenimi tlemi, v 18. stoletju pa so vstavili kamnito spiralno stopnišče.
- St Ruleja stolp
- Spomenik Whyte-Melville, St Andrews
- Pogled z vrha St. Rulejevega stolpa
- Vzhodno pokopališče, St Andrews, gledano proti jugu proti zalivu